# Art Clokey
Arthur "Art" Clokey (12 tháng 10 năm 1921 – 8 tháng 1 năm 2010) là người tiên phong trong việc truyền bá rộng rãi loại phim hoạt hình động nhân vật làm từ đất sét, vốn được bắt đầu từ năm 1955 với một phim thử nghiệm tên là Gumbasia, chịu ảnh hưởng bởi giáo sư của mình, Slavko Vorkapich, tại trường Đại học Nam California.
Từ dự án Gumbasia, Art Clokey và vợ Ruth đã sáng tạo ra Gumby. Từ đó Gumby và chú ngựa Pokey đã trở nên quen thuộc trên vô tuyến, xuất hiện trong một số series bắt đầu bằng Howdy Doody Show và sau đó Những cuộc phiêu lưu của Gumby. Các nhân vật hoạt hình được yêu thích trở lại vào những năm thập niên 80, khi diễn viên và danh hài người Mỹ Eddie Murphy quảng cáo Gumby trên áo trong series Saturday Night Live. Vào thập kỷ 90, Gumby: The Movie được phát hành, và gây tiếng vang.
Gumby là một nhân vật hoạt hình màu xanh, hình dạng như một thanh kẹo cao su.
Xem Gumby trên Youtube.

## Link ngoài
- Premavision Lưu trữ 2011-10-14 tại Wayback Machine
- Art Clokey Lưu trữ 2011-10-05 tại Wayback Machine Art Clokey's bio on Gumbyworld.com
- Art Clokey trên IMDb
- KQED Arts and Culture: Art Clokey Lưu trữ 2008-07-16 tại Wayback Machine
- Art Clokey: Gumby 50th Anniversary Exhibition Lưu trữ 2011-10-14 tại Wayback Machine
- Full Archive of American Television interview with Art Clokey